# تشبي وايز
تشبي وايز (بالإنجليزية: Chubby Wise)‏ هو عازف كمان ‏ أمريكي، ولد في 2 أكتوبر 1915، وتوفي في 6 يناير 1996.

## وصلات خارجية
- تشبي وايز على موقع ميوزك برينز (الإنجليزية)
- تشبي وايز على موقع ديسكوغز (الإنجليزية)